# Перехрестя (село)
Перехре́стя — село у Вилоцькій селищній громаді Берегівського району Закарпатської області України.

## Герб
Щит перетятий і напіврозтятий лазуровим, червоним і лазуровим. У першій частині на зеленій землі срібне ягня, з золотим німбом, обтяженим таким же розширеним хрестом, що тримає в лапах срібний прапор, обтяжений червоним хрестом, на золотому древку, з раною, з якої червона кров витікає в золоту чашу, і супроводжується в правому верхньому кутку золотим усміхненим сонцем, в лівому верхньому кутку - срібним півмісяцем із людським обличчям. У другій частині срібний повсталий єдиноріг, у золотій короні, із золотими рогом, гривою та копитами. У третій частині на трьох зелених пагорбах зелений кущ із трьома червоними геральдичними трояндами із золотими серцевинами. Поверх другої та третьої частин увігнуте вістря, семиразово перетяте червоним і срібним.

## Історія
Колишня назва — Тісокерестур.
Угорська назва цього села пояснюється тим, що сільську церкву посвятили в честь Святого Хреста. Перша частина слова Тісо викликана, швидше за все, близькістю до Тиси. Можливо, один із рукавів цієї ріки колись протікав через село.
Знайдено сліди слов'янського поселення, що датуються 8 століттям, мешканці якого, за знайденими знаряддями, окрім вирощування зернових сильно покладалися на риболовлю та полювання
Поселення вперше згадується в 1181 році під назвою Керестур, і в той час воно було власністю воєводи Ласло. На час монгольської навали село було зруйноване.
Керестур знову згадується в історичних документах в 1260 році, як сусіднє поселення Чорного Потока. Керестур був осередком величезних землеволодінь на самому заході комітату Угочі, але, у той же час, був ближчим до інтересів Березького комітату. Уйгеї, володіння яких буквально оточували Керестур, в 1421 році розпочали судовий позов проти нього і через століття заволоділи Керестуром. В ході подальшого розвитку в Керестурі, як і у всіх інших селах Уйгеїв, знайшли домівку багато дрібнопомісних дворян, хоч поміщицького помістя в селі так і не було побудовано.
В селі була Ленкесова чарда, хутір Нодь Ідої та колодязь на Чорді. В цей період в селі діяла державна сільська школа.
На фронтах Другої світової війни 26 чоловіків із села загинули, а після визволення села в жовтні 1944 року до сталінських таборів було кинуто 56 чоловіків, із яких 12 не повернулося додому.

## Релігія
В 1870 році пожежа нанесла селу страшенної шкоди, у тому числі і церкві. В період реформації жителі села добровільно перейшли до реформатського віросповідання. Як уже зазначалося, під час пожежі церква повністю вигоріла, залишилися лише стіни, звичайно, її довелося відновлювати. В 1914 році на церкві добудували вежу, тоді ж були відлиті і дзвони. В 1927 році старший Онтол Комловші придбав так званий «малий дзвін».
В ХХ столітті в селі служили такі пастори: Деяк Мігай до 1922 року, Чок Йожеф (1922—1939), доктор Шаркань Лойош (пів року), Фургон Пал (1939—1942), Орговані Дєрдь (1942—1946), Сабо Бейло (1946—1956), Чок Йожеф (1956—1967), Сабо Елемир (два місяці), Горкої Борно (1967—1973), Лойош Мігай (1973—1998), Тегзе Лорант з 1998 року. Тепер тут служить пастор Йосип Шіпош.
Після легалізації греко-католицької церкви в Україні в Перехресті зареєстрували її громаду. Молилися греко-католики в школі та клубі. Їм виділили землю для будівництва церкви. 3 травня 2009 року хрест та камінь під спорудження церкви Жінок Мироносиць освятив єпископ Мілан Шашік. Закінчену будівництвом церкву освячено в 2014 році.

## Населення
Згідно з переписом УРСР 1989 року чисельність наявного населення села становила 884 особи, з яких 429 чоловіків та 455 жінок.
За переписом населення України 2001 року в селі мешкало 918 осіб.

### Мова
Розподіл населення за рідною мовою за даними перепису 2001 року:
| Мова       | Відсоток |
| ---------- | -------- |
| угорська   | 74,22 %  |
| українська | 24,70 %  |
| російська  | 1,08 %   |

## Туристичні місця
- Ленкесова чарда
- хутір Нодь Ідої
- колодязь Чорд
- реформатський храм

## Відомі особи
Уродженцем села був Борбей Балаж — улюблений полковник Ракоці Ференца ІІ. Свій чин заслужив у битві під Тисобечом, проявивши надзвичайну доблесть і військову кмітливість. Його героїчні вчинки описав Йокаї Мор у своєму відомому романі «Люблячи до ешафоту».